# FK Tikveš Kavadarci

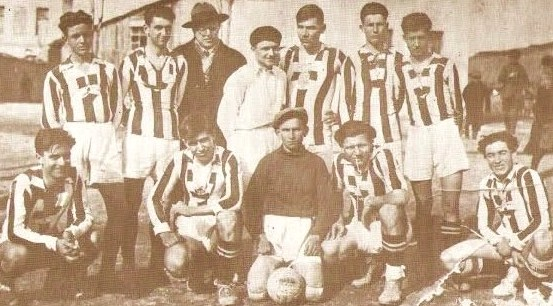
Team van 1933

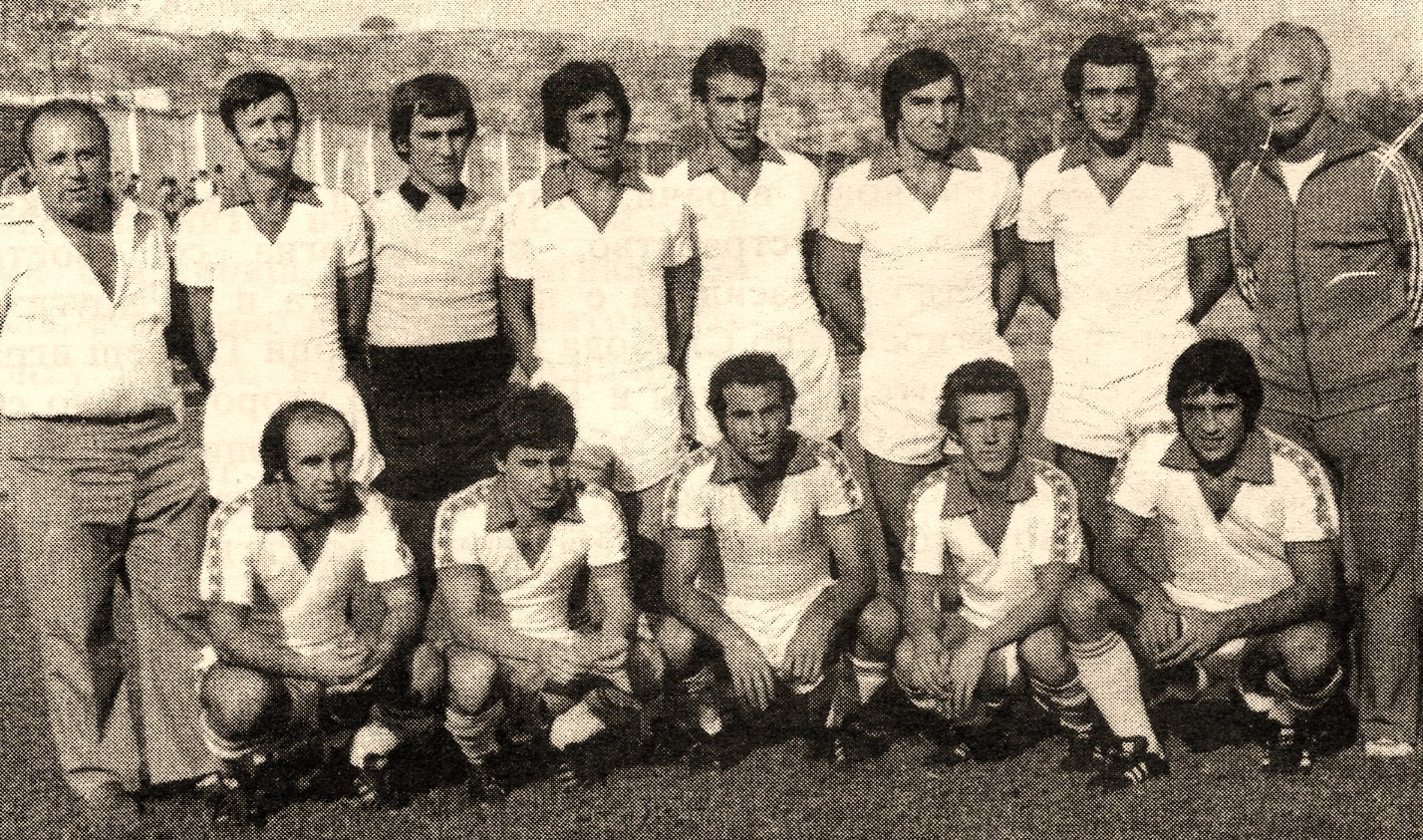
Team uit de jaren '70

GFK Tikveš 1930 (Macedonisch:ГФК Тиквеш 1930) is een Macedonische voetbalclub uit de stad Kavadarci.
Nadat Macedonië onafhankelijk werd van Joegoslavië werd de Prva Liga opgericht als nieuwe hoogste klasse. Tikveš was een van de achttien clubs die deelnam aan de competitie en de club eindigde op een gedeelde zesde plaats. De volgende seizoenen eindigde de club tussen de negende en de elfde plaats. In 1998/99 deed de club het weer wat beter met een zevende plaats. In 2001 degradeerde de club. Na één seizoen promoveerde de club opnieuw en werd negende. Het volgende seizoen werd Tikveš voorlaatste en degradeerde. Dit keer kon de club niet meteen terugkeren en moest zelfs een eindronde spelen om het behoud in de tweede klasse. Tikveš verloor van Karaorman Struga en degradeerde naar de derde klasse. In 2016 keerde de club terug naar de tweede klasse en in 2021 weer op het hoogste niveau. In 2023/24 won de club de Macedonische voetbalbeker.

## Erelijst
Macedonische voetbalbeker
Kampioen: 2024
Vtora Liga
Kampioen: 2002

## Eindklasseringen
| 7 |

| 11 |

| 11 |

| 10 |

| 11 |

| 11 |

| 7 |

| 8 |

| 14 |

| 1 |

| 9 |

| 11 |

| 10 |

| T |

| 8 |

| 1 |

| 4 |

| 1 |

| 3 |

| 7 |

| 15 |

| T |

| 1 |

| 3 |

| 7 |

| 5 |

| 2 |

| 3 |

| 2 |

| 10 |

| 6 |

| 4 |

| Prva Liga | Vtora Liga | Treta Liga | Reg. Niv. 4 |

## In Europa
#Q = #kwalificatieronde, #R = #ronde, T/U = Thuis/Uit, W = Wedstrijd, PUC = punten UEFA-coëfficiënten.
Uitslagen vanuit gezichtspunt FK Tikveš
| Seizoen | Competitie        | Ronde | Land             | Club                 | Totaalscore | 1e W    | 2e W    | PUC |
| ------- | ----------------- | ----- | ---------------- | -------------------- | ----------- | ------- | ------- | --- |
| 2024/25 | Conference League | 1Q    | Vlag van IJsland | Breiðablik Kópavogur | 4-5         | 3-2 (T) | 1-3 (U) | 1.0 |

Totaal aantal punten voor UEFA-coëfficiënten: 1.0
Zie ook
- Deelnemers UEFA-toernooien Macedonië
- Ranglijst van alle clubs die in de diverse Europa Cups zijn uitgekomen

Besa ·
AP Brera Strumica · 
Gostivar · 
Pelister · 
Rabotnički · 
Shkëndija · 
Shkupi · 
Sileks ·
Struga · 
Tikveš ·
Vardar Skopje ·
Voska Sport ·